# Marilyn Galsworthy
Marilyn Galsworthy, née en 1954 au Royaume-Uni, est une actrice britannique. 

## Filmographie
- 1977 : L'Espion qui m'aimait de Lewis Gilbert : la secrétaire de Stromberg
- 2012 : Celebrity Big Brother : elle-même (invitée le jour 11 de la saison 10, car sa fille Jasmine Lennard y était candidate entre les jours 1 et 8)